# Calangianus
Calangianus település Olaszországban, Szardínia régióban, Olbia-Tempio megyében. Lakosainak száma 3813 fő (2023. január 1.). Calangianus Berchidda, Luras, Monti, Sant’Antonio di Gallura, Telti és Tempio Pausania községekkel határos.

## Népesség
A település népességének változása:
| Lakosok száma | 4122 | 4082 | 3813 |
|               | 2017 | 2018 | 2023 |